# Stazione di Monclassico
La stazione di Monclassico è una fermata ferroviaria della ferrovia Trento-Malé-Mezzana a servizio di Monclassico, frazione del comune di Dimaro Folgarida.

## Strutture e impianti
La gestione degli impianti è affidata a Trentino trasporti.
Il piazzale è composto dal solo binario di corsa della linea il cui accesso all'utenza è garantito da una banchina.
Il fabbricato viaggiatori è simile a quelli costruiti nel 2003 con il prolungamento Malé-Marilleva; è costruito in pietra a eccezione del tetto che è in cemento armato.

## Servizi
- Sala d'attesa

## Interscambi
Al bivio tra la via Molini e la SS42 è presente la fermata dell'autobus.